# Zdeněk Městecký
Zdeněk Městecký (ur. 16 sierpnia 1881 w Pradze, zm. 15 maja 1935 tamże) – średniodystansowiec reprezentujący Czechy. Uczestniczył w igrzyskach olimpijskich w Sztokholmie w 1912 roku, gdzie startował w wyścigu na 800 metrów.
Jego rekord na 800 metrów wynosi 2:07,80 s. (1907 r.)

## Występy na letnich igrzyskach olimpijskich
| Igrzyska | Wydarzenie    | Eliminacje | Eliminacje | Półfinały       | Półfinały       | Finały          | Finały          |
| Igrzyska | Wydarzenie    | Wynik      | Miejsce    | Wynik           | Miejsce         | Wynik           | Miejsce         |
| -------- | ------------- | ---------- | ---------- | --------------- | --------------- | --------------- | --------------- |
| LIO 1912 | Bieg na 800 m | DNF        | DNF        | → Nie awansował | → Nie awansował | → Nie awansował | → Nie awansował |